# ローレン・アンブローズ
ローレン・アンブローズ（Lauren Ambrose, 本名 Lauren Anne D'Ambruoso, 1978年2月20日 - ）は、アメリカ合衆国コネティカット州出身の、イタリア系女優。
明るい赤毛が特徴的。

## プロフィール
オペラ歌手になるための訓練をボストンで受け、1997年の『イン&アウト』がデビュー作。その後『LAW & ORDER』や『サンフランシスコの空の下』などのテレビシリーズにもゲスト出演。青春映画『待ちきれなくて…』ではシニカルな女子高生を演じている。最も注目された作品はヒットしたドラマ『シックス・フィート・アンダー』で、フィッシャー家の末娘クレアを演じてブレイクした。
現在は写真家の夫と、2007年に生まれた息子と共にロサンゼルスに住んでいる。

## 主な出演作品
- イン&アウト In & Out (1997)
- 待ちきれなくて… Can't Hardly Wait (1998)
- LAW & ORDER  シーズン8第22話「傷ついた天使」 Damaged (1998)
- サイコ・ビーチ・パーティ Psycho Beach Party (2000)
- シックス・フィート・アンダー Six Feet Under (2001 - 2005)  テレビシリーズ
- かいじゅうたちのいるところ Where the Wild Things Are (2009)　声の出演
- 水曜日のエミリア Love and Other Impossible Pursuits (2009)
- わが心の友　愛犬デヴォン A Dog Year (2009) テレビ映画
- ふたりのパラダイス Wanderlust (2012)
- Xファイル The X-Files (2016) テレビシリーズ
- サーヴァント ターナー家の子守 Servant (2019-) テレビシリーズ